# Anderson (Missouri)
Anderson – miasto w Stanach Zjednoczonych, w południowo-zachodniej części stanu Missouri. Liczba mieszkańców w 2000 roku wynosiła 2007.

## Klimat
Miasto leży w strefie klimatu subtropikalnego, umiarkowanego, łagodnego bez pory suchej i z gorącym latem, należącego według klasyfikacji Köppena do strefy Cfa. Średnia temperatura roczna wynosi 13,9°C, a opady 1181,1 mm. Średnia temperatura najcieplejszego miesiąca - lipca wynosi 25,9°C, natomiast najzimniejszego 1,2°C.